# Liberal (Schiff, 1884)
Die Liberal war ein Kanonenboot der portugiesischen Marine, das von 1884 bis 1910 in Dienst stand.

## Schiffsdaten

Die Kanonenboote Zaire und Liberal

Die Liberal war neben ihrem Schwesterschiff Zaire eines der beiden Boote der Zaire-Klasse. Beide Kanonenboote wurden in England gebaut. Sie hatten eine Verdrängung von 558 t, waren 42,56 m lang, 7,75 m breit und hatten 3,43 m Tiefgang. Die Dampfmaschine hatte eine Leistung von 500 PS.

## Geschichte
Das Schiff wurde vor allem in den Kolonien Angola, Mosambik, Portugiesisch-Indien, Ajudá, São Tomé und Príncipe und Macau eingesetzt.
1897 wurde die Liberal gegen die Namarrais und Gaza in Mosambik eingesetzt.
Die Liberal ging beim angolanischen Ambriz verloren, nachdem sie dort am 22. Juni 1910 gestrandet war. Alle Personen an Bord, darunter der Generalgouverneur Oberstleutnant José Augusto A. Roçadas und eine Kampfeinheit, die südlich von Ambriz stationiert werden sollte, konnte aber vom Dampfer Vilhena gerettet werden. Der Transporter África, der eigentlich als Depotschiff in Luanda diente, nahm die Geretteten dann auf.
Die Liberal war zuvor schon mehrmals gestrandet, allerdings ohne größere Schäden; so zum Beispiel im März 1902 bei Baixo de Pinda, im Norden der Küste Mosambiks, und gleich im Oktober desselben Jahres nochmals auf der Geyserbank, nordöstlich von Madagaskar.